# Irichohalticella silvae
Irichohalticella silvae är en stekelart som beskrevs av Girault 1927. Irichohalticella silvae ingår i släktet Irichohalticella och familjen bredlårsteklar. Inga underarter finns listade i Catalogue of Life.